# Villars-sous-Champvent
Villars-sous-Champvent ([viˈlaʁ su ʃɑ̃ˈvɑ̃] toponimo francese) è una frazione di 58 abitanti del comune svizzero di Champvent, nel Canton Vaud (distretto del Jura-Nord vaudois).

## Storia

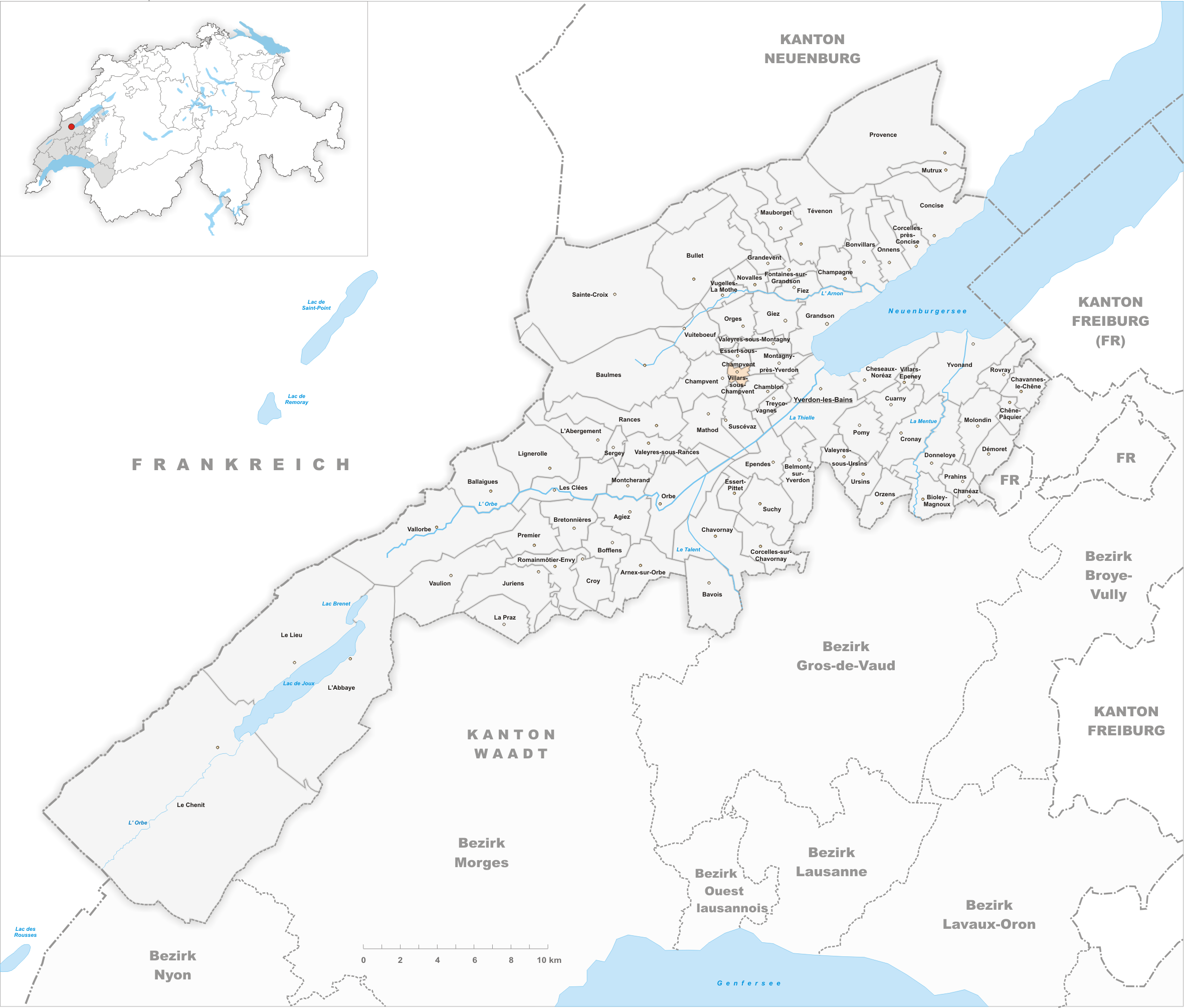
Il territorio del comune di Villars-sous-Champvent prima degli accorpamenti comunali del 2012

Già comune autonomo che si estendeva per 0,92 km², nel 2012 è stato accorpato al comune di Champvent assieme all'altro comune soppresso di Essert-sous-Champvent.

## Società

### Evoluzione demografica
L'evoluzione demografica è riportata nella seguente tabella:
Abitanti censiti

## Amministrazione
Ogni famiglia originaria del luogo fa parte del cosiddetto comune patriziale e ha la responsabilità della manutenzione di ogni bene ricadente all'interno dei confini della frazione.